# Terremoto de Quito de 2014
El Temblor de Quito de 2014, fue un sismo de 5,1 grados de magnitud que se registró en Quito, Provincia de Pichincha, Ecuador a las 14:57 hora local, el 12 de agosto de 2014. Su intensidad Mercalli fue desde IV hasta el VI.

## Historia

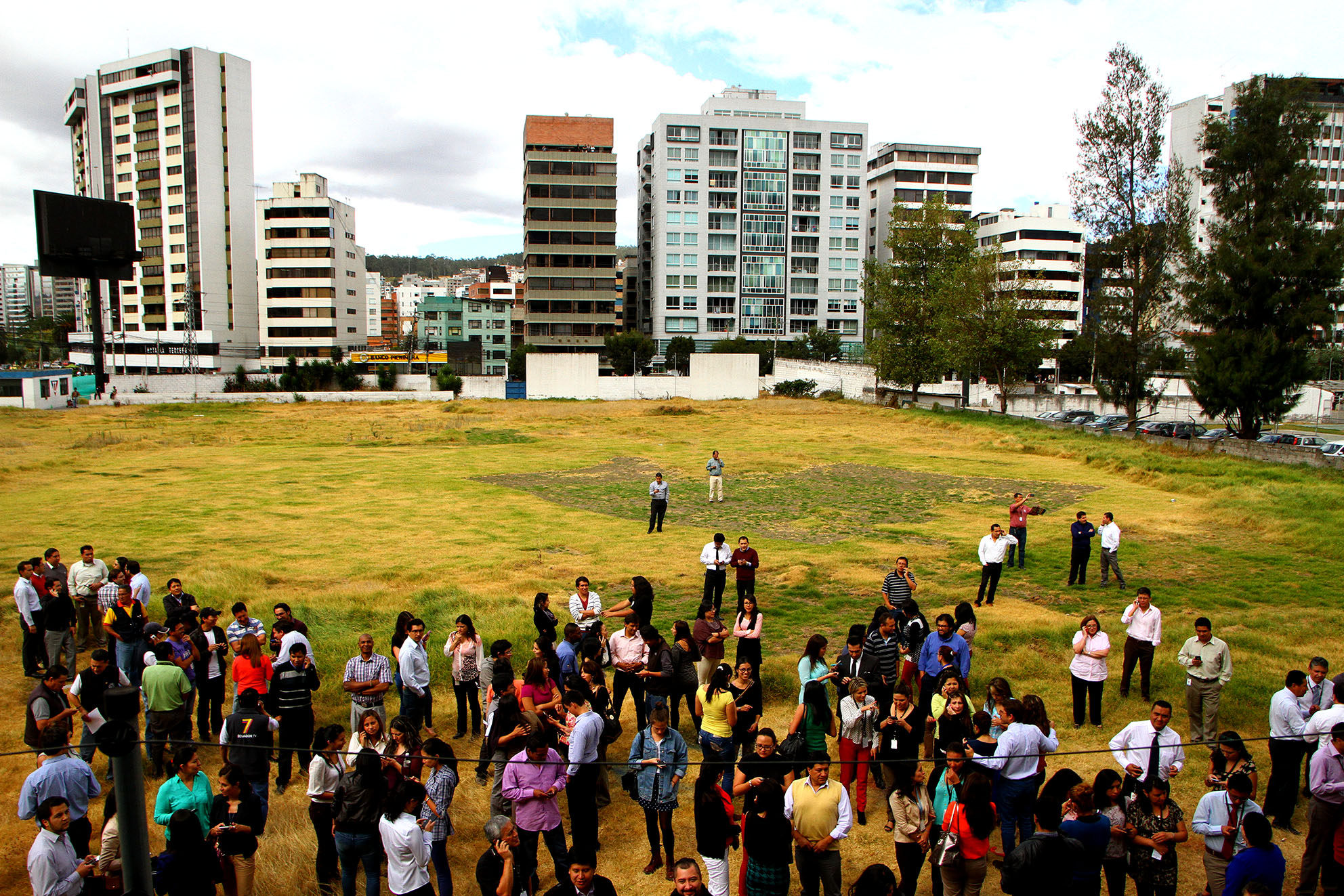
Evacuaciones de edificios durante el sismo.

El temblor tuvo lugar a las 14:57 hora de Quito (19:57 UTC) el 12 de agosto de 2014. El epicentro se situó cerca de Calderon, en la Provincia de Pichincha, Ecuador, que está a unos 7 km de Quito, la capital de ese país. La magnitud del terremoto fue de 5.1 grados en la escala de Richter y con una intensidad de hasta VI Mercalli. Al conmemorar el cuarto aniversario del terremoto anterior de magnitud 7.2 que se registró en Ecuador  

### Consecuencias

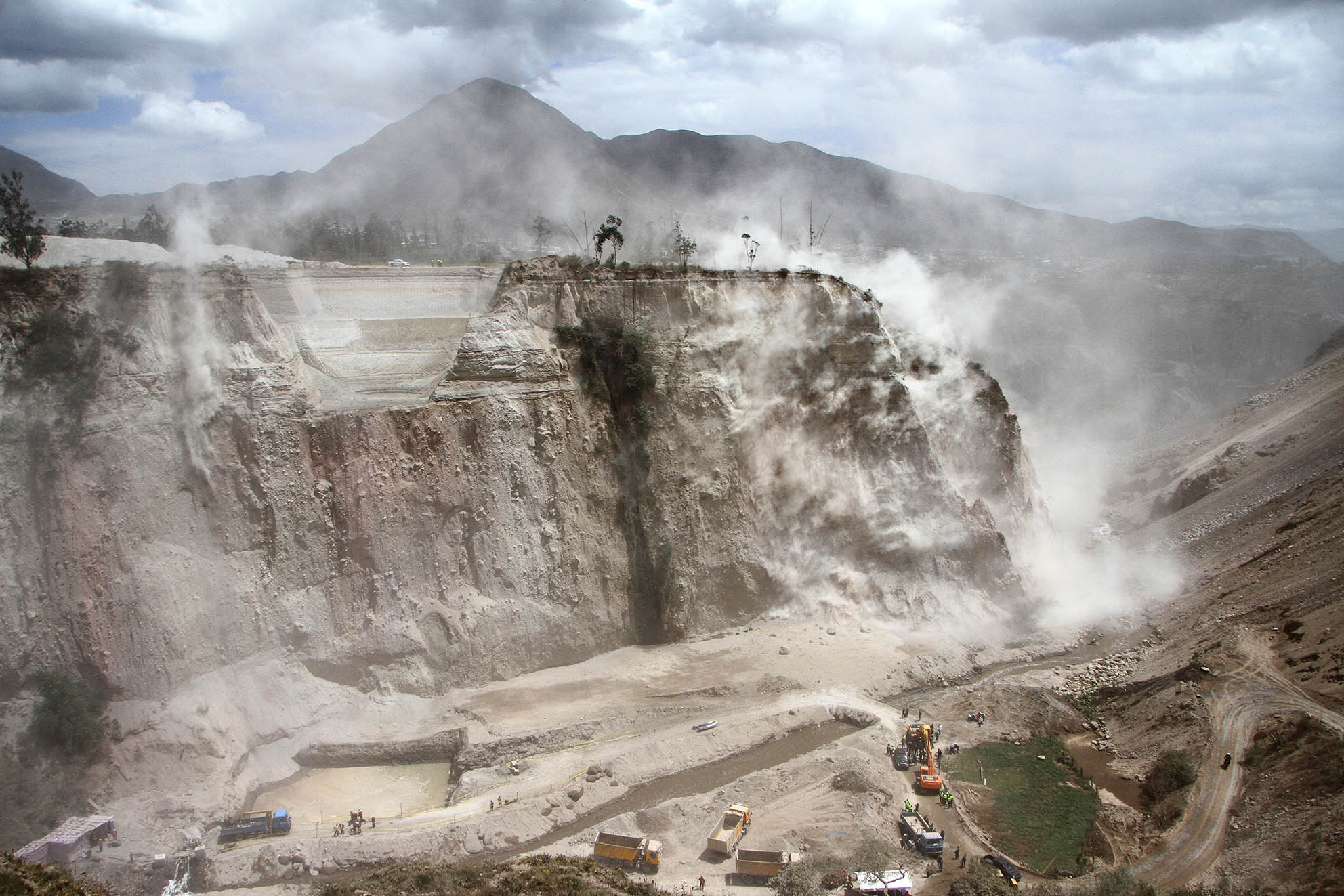
Derrumbes causado por el sismo.

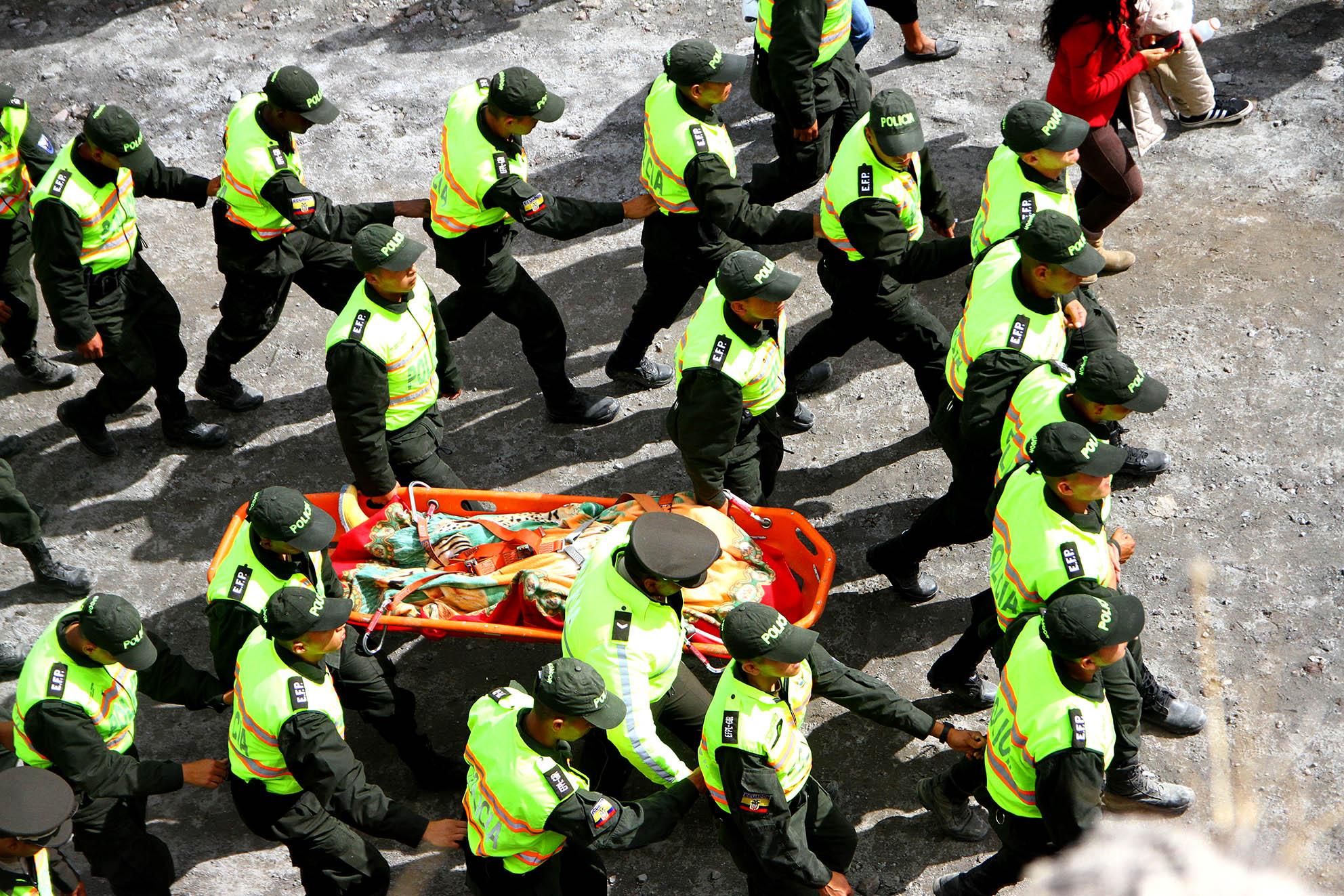
Rescate de una de las víctimas en el Catequilla

El sismo dejó saldo de 4 muertos, más de 10 heridos y daños moderados. Las autoridades ecuatorianas se mostraron muy preocupadas por el suceso.
Los accesos por carretera a varios poblados cercanos al epicentro, fueron bloqueadas, y se informaron sobre colapsos en pocas viviendas y daños en otras.  Efectivos de la Policía y de servicios de socorro fueron desplazados a las zonas afectadas.
Las víctimas, dos adultos, murieron como consecuencia del desplome de una cantera,el tercer cuerpo sin vida fue hallado en horas de la mañana del 13 de agosto por las autoridades de rescate. El ministro del Interior de Ecuador, José Serrano, indicó a través de su cuenta en Twitter que el cuerpo sin vida estaba en una fosa con agua, en la zona de la cantera de Catequilla, donde previamente fue encontrado el cuerpo de otra víctima, dos adultos , murieron como consecuencia del desplome de una cantera. Otras tres personas están desaparecidas en el norte de la capital, donde también un niño murió tras ser sepultado por costales de arroz.

## Réplica del 16 de agosto
El 16 de agosto aproximadamente a las 10:08 una fuerte réplica de 4.7 grados de magnitud se registró a 11 km de Calderón y a una profundidad de 7.79 km, el sismo fue percibido a una escala de Mercalli de IV y dejó unos 12 heridos y daños moderados.
El alcalde de Quito, Mauricio Rodas, informó en su cuenta de Twitter que a causa del sismo del 16 de agosto, que "tuvo como epicentro el mismo sitio del sismo principal", se reportaron doce heridos en el sector de Guayllabamba.
Dos de los heridos estaban en un vehículo en Guayllabamba y los otros 10 en un autobús en la vía Oyacoto, precisó el alcalde en su cuenta de la red social.
Asimismo, indicó que se produjeron deslizamientos de tierra en las zonas de Oyacoto y Guayllabamba y que, por razones de seguridad, se suspendieron las actividades en el aeropuerto de Quito, situado en la zona de Tababela, a unos 60 kilómetros al este de la capital.
El temblor fue sentido con claridad en Quito y en valles aledaños, al igual que el sismo del 12 de agosto.

## Reacciones
- Ecuador: El presidente de Ecuador, Rafael Correa, se solidarizó con las familias de las víctimas del temblor, Rafael Correa anunció que tras el movimiento telúrico en Quito, intervendrán “directamente” con el Ministerio de Ambiente y la Secretaría Nacional de Gestión de Riesgos (SNGR), las canteras que operan de manera ilegal en el sitio del derrumbe. A través de su cuenta en la red social Twitter, el mandatario envió un “abrazo a (las) familias”, al confirmar el hallazgo de un segundo cuerpo en el cerro donde el temblor provocó un alud de tierra y sepultó a varias personas. “Se encontró segundo cadáver en zona de derrumbe, norte de Quito. Lugar donde se construye puente para vía Equinoccial. Abrazo a familias”, escribió el jefe de Estado ecuatoriano.

- El Salvador: El Gobierno de El Salvador expresó su solidaridad a Ecuador por las pérdidas humanas y los daños ocasionados por el sismo: "Nuestro Gobierno expresa su solidaridad a nuestras hermanas y hermanos ecuatorianos lesionados y a los que han sufrido pérdidas materiales provocadas por el fenómeno telúrico y sus consecutivas réplicas", indicó el canciller salvadoreño, Hugo Martínez, según un comunicado oficial.

- Nicaragua: El Gobierno de Nicaragua expresó su solidaridad a Ecuador por las pérdidas humanas y los daños ocasionados por el sismo: "Nuestra solidaridad a los compañeros del pueblo ecuatoriano, a la familia de los fallecidos", señaló la primera dama nicaragüense y portavoz del Gobierno sandinista, Rosario Murillo, a través de medios oficiales. El Ejecutivo nicaragüense que preside Daniel Ortega hizo extensivo su solidaridad al presidente ecuatoriano, Rafael Correa. Murillo recordó que Ecuador fue solidario con Nicaragua cuando sufrió una serie de eventos sísmicos en abril pasado:"Siempre el pueblo ecuatoriano ha sido solidario con el pueblo nicaragüense, así es que nuestro cariño y nuestra solidaridad a los familiares de los fallecidos", agregó la funcionaria.